# Cirrothauma murrayi
Cirrothauma murrayi is een soort in de taxonomische indeling van de inktvissen, een klasse dieren die tot de stam der weekdieren (Mollusca) behoort. De inktvis komt uit het geslacht Cirrothauma en behoort tot de familie Cirroteuthidae. Cirrothauma murrayi werd in 1911 beschreven door Chun.

## Voorkomen
De soort komt voor in de diepe troggen van de noordelijke Atlantische Oceaan.

## Leefwijze
De inktvis komt enkel in zout water voor en is in staat om van kleur te veranderen. Hij beweegt zich voort door water in zijn mantel te pompen en het er via de sifon weer krachtig uit te persen. De inktvis is een carnivoor en zijn voedsel bestaat voornamelijk uit vis, krabben, kreeften en weekdieren die ze met de zuignappen op hun grijparmen vangen.